# Detektywi na kółkach
Detektywi na kółkach – seria książek dla starszych dzieci i młodzieży autorstwa Marcina Kozioła. Pierwsza część została opublikowana w 2014 roku przez wydawnictwo The Facto. W 2017 roku książka otwierająca serię Skrzynia Władcy Piorunów została lekturą uzupełniającą dla klas 4-6 szkoły podstawowej i w nowej oprawie graficznej wznowiło ją Wydawnictwo Prószyński. Równolegle ukazała się druga książka z serii Tajemnica przeklętej harfy i audiobook Skrzynia Władcy Piorunów. W 2020 roku ukazała się trzecia książka Gwiazda Blachonosego. 

## Fabuła
Książki łączą kryminał i powieść przygodową z elementami biografii wybitnych postaci. Współczesne przygody głównych bohaterów splatają się z równolegle opowiadaną historią opartą na faktach. W Skrzyni Władcy Piorunów przedstawione są wydarzenia z życia wynalazcy Nikoli Tesli, w Tajemnicy przeklętej harfy – znawczyni Egiptu Dorothy Eady, a w Gwieździe Blachonosego – duńskiego astronoma Tychona Brahe. Rozwiązywanie przez bohaterów zagadki często wymagają od nich wiedzy naukowej i umiejętności łamania szyfrów.

## Bohaterowie
Główną bohaterką jest czternastoletnia Julia, która od wypadku porusza się na wózku – stąd tytuł serii. Zawsze marzyła o byciu „odkrywcą tajemnic i detektywem” i wbrew przeciwnościom losu realizuje swoje marzenie. W rozwiązywaniu zagadek pomaga jej o rok starszy Tom, obdarzony zdolnością synestezji. Pomiędzy tą dwójką bohaterów rodzi się młodzieńcze uczucie. Do zespołu „detektywów na kółkach” należy również labrador Spajk, nazywany Biszkoptem. To pies asystujący, który przypomina sobie wydarzenia z poprzednich wcieleń. Doskonale rozumie ludzi i potrafi pomóc w rozwiązywaniu detektywistycznych zagadek. Dzięki niemu do akcji włączają się inne zwierzęce postacie. W pierwszej części detektywów wspierał dog kanaryjski Rod, a w drugiej części dołączył do nich maine coon Dżager.

## Książki
- 2014: Detektywi na kółkach. Tom 1. Skrzynia Władcy Piorunów (The Facto, wydanie pierwsze)
- 2017: Detektywi na kółkach. Tom 1. Skrzynia Władcy Piorunów (Prószyński Media, wydanie drugie, ISBN 978-83-8097-130-1) – lektura uzupełniająca dla klas 4-6
- 2017: Detektywi na kółkach. Tom 2. Tajemnica przeklętej harfy (Prószyński Media, ISBN 978-83-8123-004-9)
- 2020: Detektywi na kółkach. Tom 3. Gwiazda Blachonosego (Wydawnictwo Bumcykcyk, ISBN 978-83-959260-0-6)

## Audiobooki
- 2017: Detektywi na kółkach. Tom 1. Skrzynia Władcy Piorunów (Prószyński Media i Biblioteka Akustyczna) – czyta Andrzej Hausner
- 2019: Detektywi na kółkach. Tom 2. Tajemnica przeklętej harfy (Prószyński Media i Biblioteka Akustyczna) – czyta Andrzej Hausner